# 1-cloro-3-metil-2-buteno
El 1-cloro-3-metil-2-buteno es un compuesto orgánico de fórmula molecular C5H9Cl. Es un haloalqueno no lineal de cinco carbonos en el cual un átomo de cloro está unido a uno de los carbonos terminales.
Recibe también los nombres de cloruro de prenilo, cloruro de 3,3-dimetilalilo, cloruro de 3-metil-2-butenilo y cloruro de 3-metilcrotilo.

## Propiedades físicas y químicas
A temperatura ambiente, el 1-cloro-3-metil-2-buteno es un líquido incoloro con una densidad inferior a la del agua, ρ = 0,928 g/cm³. Tiene su punto de ebullición a 109 °C y su punto de fusión a -82 °C, aunque este último valor es estimado.
El valor del logaritmo de su coeficiente de reparto, logP ≃ 2,72, indica que es más soluble en disolventes apolares que en disolventes polares.
Muy poco soluble en agua, es miscible con cloroformo, acetona, éter dietílico y etanol.

## Síntesis
El 1-cloro-3-metil-2-buteno se puede sintetizar haciendo reaccionar isopreno con cloruro de tionilo en presencia de gel de sílice a -10 °C. El tiempo de reacción es inferior a 30 minutos y se obtiene un rendimiento del 82%.
Otra vía de síntesis es por la halogenación de prenol mediada por ZrOCl2·8H2O/MX en agua, siendo X cloruro, bromuro o ioduro. En este caso el rendimiento alcanza el 93%.
Análogamente, la reacción entre 2-metil-3-buten-2-ol y ácido clorhídrico al 32% proporciona 1-cloro-3-metil-2-buteno como producto mayoritario (84%), mientras que el producto secundario (16%) es su isómero 3-cloro-3-metil-1-buteno.

## Usos
El 1-cloro-3-metil-2-buteno tiene mucha utilidad en síntesis orgánica. Por ejemplo, la interacción entre éster acetoacético y 1-cloro-3-metil-2-buteno en presencia de carbonato de potasio sólido y cantidades catalíticas de cloruro de benciltrietilamonio conduce a la formación selectiva del producto monoalquilado (éster prenilacetoacético) con un alto rendimiento. Para obtener el producto dialquilado, es necesario usar un agente desprotonante más fuerte como carbonato de cesio.
Este cloroalqueno se ha empleado en la transformación de ubiquinona-9 a ubiquinona-10 utilizando sales de cobre como catalizador. La etapa clave de esta transformación, de las diez que tiene, es una reacción de Wurtz. Análogamente, con tosilato de 3-hidroxiisoesqualeno se ha utilizado en la síntesis estereoespecífica de un monoisoprenólogo de escualeno mediante combinación cruzada de acuerdo a la reacción de Wurtz.
Asimismo se ha empleado en la síntesis completa del geraniol.
Otro uso del 1-cloro-3-metil-2-buteno es en la preparación de 2-fluoro-6-(3-metil-2-butenil)fenol (FMBP), mediante su reacción con 2-fluorofenol en presencia de sodio metálico. Posteriormente el FMBP se polimeriza oxidativamente para producir poli[oxi-2-fluoro-6-(3-metil-2-butenil)-1,4-fenileno] o se copolimeriza con 2,6-dimetilfenol (DMP).

## Precauciones
El 1-cloro-3-metil-2-buteno es un compuesto muy inflamable, siendo su punto de inflamabilidad 13 °C. Sus vapores pueden formar mezclas explosivas con el aire.
El contacto con este producto provoca irritación en piel y ojos.